# Таврійська сільська рада (Якимівський район)
| Таврійська сільська рада — колишній орган місцевого самоврядування у Якимівському районі Запорізької області з адміністративним центром у с. Таврійське. Історична дата утворення: в 1912 році. Сільській раді підпорядковані населені пункти: - с. Таврійське - с. Гвардійське - с. Зернове |

## Склад ради
Рада складається з 16 депутатів та голови.

### Керівний склад ради
| ПІБ                           | Основні відомості                                                 | Дата обрання | Дата звільнення |
| ----------------------------- | ----------------------------------------------------------------- | ------------ | --------------- |
| Зологіна Тетяна Володимирівна | Сільський голова, 1961 року народження, освіта, позапартійна      | 26.03.2006   | 31.10.2010      |
| Зологіна Тетяна Володимирівна | Сільський голова, 1961 року народження, освіта вища, позапартійна | 31.10.2010   |                 |

Примітка: таблиця складена за даними джерела